# Панкратов, Григорий Иванович
Григорий Иванович Панкратов (18 ноября 1896, дер. Перескоки, Дмитровский уезд, Орловская губерния — 6 декабря 1981, Ленинград) — советский военный деятель, генерал-майор (22 февраля 1943).

## Начальная биография
Григорий Иванович Панкратов родился 18 ноября 1896 года в деревне Перескоки Глодневской волости Дмитровского уезда Орловской губернии.
С сентября 1912 года работал чернорабочим и помощником машиниста на винокуренном заводе на станции Навля (Орловская губерния).

## Военная служба

### Первая мировая и гражданская войны
В июле 1915 года призван в ряды Русской императорской армии и направлен в 9-й уланский полк, дислоцировавшийся в слободе Вербовка Изюмского уезда (Харьковская губерния). В 1916 году окончил учебную команду 9-го уланского полка, после чего произведён в младшие унтер-офицеры. В октябре 1917 года демобилизован, после чего вернулся на родину.
В марте 1918 года вступил рядовым бойцом в партизанский отряд «Красных партизан» при Глодневском волисполкоме, в составе которого служил до декабря того же года. В начале января 1919 года призван в ряды РККА и направлен в маршевый эскадрон, который в конце января в Донскую область на пополнение 1-го отдельного кавалерийского дивизиона в составе 9-й армии. В апреле дивизион развернут в 1-й запасной кавалерийский полк. Г. И. Панкратов, будучи помощником командира и командиром взвода этого дивизиона, принимал участие в боевых действиях против войск под командованием генерала А. И. Деникина на территории Донской области и в районе Балашовой.
В ноябре 1919 года направлен на учёбу на повторные курсы комсостава в станице Прочноокопская (Кубанская область), после окончания которых в 1920 году вернулся в 1-й запасной кавалерийский полк, который в мае того же года направлен на борьбу с бандформированиями на территории Донецкого и Каменского округов Донской области. В октябре полк влился в состав 14-й кавалерийской дивизии, а Г. И. Панкратов назначен на должность командира взвода в составе 82-го кавалерийского полка, после чего принимал участие в боевых действиях против войск под командованием П. Н. Врангеля на территории Северной Таврии, а также вооружённых формирований под руководством Н. И. Махно.

### Межвоенное время
После окончания войны продолжил служить в составе 82-го кавалерийского полка (14-я кавалерийская дивизия) на должностях командира взвода и помощника командира эскадрона. В октябре 1923 года направлен на учёбу на окружные повторные курсы комсостава при штабе Северокавказского военного округа в Ростове-на-Дону, после окончания которых в июне 1924 года вернулся в 14-ю кавалерийскую дивизию и служил командиром эскадрона в составе 82-го и 56-го кавалерийских полков.
В январе 1929 года Г. И. Панкратов направлен на учёбу на пулемётные курсы при курсах «Выстрел», после окончания которых в апреле того же года назначен командиром эскадрона 2-го корпусного артиллерийского полка, а затем — командиром эскадрона в составе 74-го кавалерийского полка (5-я отдельная кавалерийская бригада), после чего принимал участие в боевых действиях в ходе конфликта на КВЖД.
В марте 1931 года назначен на должность начальника полковой школы 87-го кавалерийского полка (8-я кавалерийская дивизия), а в июне 1932 года — на должность помощника начальника штаба 85-го кавалерийского полка (12-я кавалерийская дивизия). После окончания двух заочных курсов Военной академии имени М. В. Фрунзе Г. И. Панкратов в сентябре 1934 года направлен на учёбу на разведывательные курсы усовершенствования командного состава при Разведывательном управлении РККА в Москве, после окончания которых в августе 1935 года вернулся в 12-ю кавалерийскую дивизию, где назначен помощником начальника штаба 76-го кавалерийского полка.
В декабре 1935 года переведён на должность начальника штаба, а в сентябре 1937 года — на должность командира 97-го кавалерийского полка (25-я кавалерийская дивизия, Ленинградский военный округ), дислоцированного во Пскове. В декабре того же года направлен на учёбу на Краснознамённые кавалерийские курсы усовершенствования командного состава РККА в Новочеркасске, после окончания которых в мае 1938 года вернулся на прежнюю должность. Во время преобразования 25-й кавалерийской дивизии в мотокавалерийскую в октябре 1939 года майор Г. И. Панкратов назначен на должность командира 14-го мотокавалерийского полка, после чего принимал участие в боевых действиях в районе города Питкяранта и озера Ниетъярви в ходе советско-финляндской войны.
8 июля 1940 года полковник Г. И. Панкратов назначен на должность командира 3-го мотострелкового полка в составе 3-й танковой дивизии (1-й механизированный корпус, Ленинградский военный округ).

### Великая Отечественная война
С началом войны 3-я танковая дивизия в составе 11-й армии (Северо-Западный фронт) вела оборонительные боевые действия в районе города Остров, в ходе которых попала в окружение и понесла большие потери. После выхода из окружения 13 августа 1941 года полковник Г. И. Панкратов назначен на должность командира 168-го кавалерийского полка (41-я кавалерийская дивизия, Западный фронт) и с ноября участвовал в ходе Тульской оборонительной операции.
В январе 1942 года назначен на должность заместителя командира 41-й кавалерийской дивизии, которая вела наступательные боевые действия на Юхнов, а после освобождения Мосальска — действовала в северо-западном направлении с целью перерезать Варшавское шоссе и развить удар на Вязьму. 6 марта во время рейда полковник Г. И. Панкратов был тяжело ранен в районе Вязьмы, после чего эвакуирован самолётом в Москву.
По излечении в мае назначен на должность заместителя командира 73-й кавалерийской дивизии (Московский военный округ), а 19 июля 1942 года — на должность командира 4-й гвардейской кавалерийской дивизии, которая вскоре участвовала в ходе Ржевско-Сычёвской наступательной операции и боевых действиях на сычёвском направлении. В конце января 1943 года передана в Центральный фронт и со второй половины февраля вела наступательные боевые действия и участвовала в освобождении населённых пунктов Конышёвка, Марица, Севск, Середина-Буда и Зерново, выйдя на восточный берег р. Десна. С конца июля 1943 года 4-я гвардейская кавалерийская дивизия принимала участие в ходе Орловской и Брянской наступательных операций, битвы за Днепр в районе м. Лось, Гомельско-Речицкой и Калинковичско-Мозырской наступательных операций.
В мае 1944 года генерал-майор Г. И. Панкратов направлен на учёбу на ускоренный курс Высшей военной академии имени К. Е. Ворошилова, после окончания которого в апреле 1945 года вернулся на прежнюю должность командира 4-й гвардейской кавалерийской дивизии, которая вела боевые действия в ходе Берлинской наступательной операции.

### Послевоенная карьера
После окончания войны находился на прежней должности.
В декабре 1945 года назначен на должность командира 12-й гвардейской казачьей кавалерийской дивизии (5-й гвардейский кавалерийский корпус), однако в июле 1946 года освобождён от занимаемой должности и направлен в распоряжение Главного управления кадров НКО. В октябре того же года назначен командиром 33-й стрелковой дивизии (Группа советских оккупационных войск в Германии), а в январе 1947 года — командиром 50-й гвардейской стрелковой дивизии (Белорусский военный округ).
В феврале 1949 года направлен на учёбу на курсы усовершенствования командиров стрелковых дивизий при Военной академии имени М. В. Фрунзе, после окончания которых в феврале 1950 года назначен на должность заместителя командира 4-го гвардейского стрелкового корпуса (Ленинградский военный округ). 8 декабря 1955 года генерал-майор Г. И. Панкратов направлен в распоряжение Министерства внутренних дел СССР и вскоре назначен заместителем начальника штаба МПВО Ленинграда.
Приказом МВД СССР от 5 ноября 1958 года Григорий Иванович Панкратов уволен в запас. 
Умер 6 декабря 1981 года в Ленинграде. Похоронен на Киновеевском кладбище.

## Награды
- Орден Ленина
- Пять орденов Красного Знамени
- Орден Суворова 2 степени;
- Орден Кутузова 2 степени;
- Орден Александра Невского
- Медали.

Почётные звания:
- Почётный гражданин города Богородицк (Тульская область).